# Guillaume IV d'Angoulême
Guillaume IV Taillefer était un comte d'Angoulême des alentours de 1001 à sa mort en 1028. Il est le fils du comte précédent, Arnaud Manzer. 
Il fait partie des plus valeureux sujets du duc d'Aquitaine Guillaume le Grand, à qui il apporte une aide non négligeable. Il était par exemple au siège de Blaye avec le duc, qui, pour le récompenser de sa bravoure, lui offrit la place une fois celle-ci prise. D'après l'Historia Pontificum et Comitum Engolismensium, qui retrace la vie des comtes d'Angoulême, le duc ne se lançait jamais dans une entreprise quelconque sans consulter Guillaume Taillefer ; celui-ci l'accompagne dans ses campagnes, ainsi que dans ses pèlerinages, notamment ceux, nombreux, que le duc fit vers Rome.
D'après Adémar de Chabannes, durant l'un de ces voyages, Henri de Rancogne profita de l'absence de son suzerain le comte pour faire élever une forteresse, nommée Fractarbot, sans son assentiment, allant ainsi à l'encontre de devoirs féodaux élémentaires. Geoffroi, fils du comte, vengea son père avant son retour en trucidant Henri de Rancogne, geste qui a obtenu l'approbation du comte une fois revenu ; Guillaume fit raser Fractarbot, et fit reconstruire une autre forteresse au même endroit, qu'il offrit en récompense à Geoffroi.
En l'année 1026, Guilllaume, accompagné de nombreux cavaliers, part pour le pèlerinage en Terre Sainte, via la Bavière, la Hongrie et l'Esclavonie. De retour l'année suivante, il tombe malade ; ses enfants accusent à son insu une bohémienne de l'avoir envoûté, et lui font subir une ordalie, puis la question, sans lui arracher d'aveux. Quand le comte l'apprend, il ordonne qu'on lui rende sa liberté et lui accorde son pardon ; cependant, elle fut reprise par le successeur de Guillaume, et brûlée vive.
Guillaume meurt le 6 avril 1028, la veille des Rameaux, et est enterré à l'abbaye de Saint Cybard.
Marié avec Gerberge, fille de Geoffroy Ier d'Anjou, il laisse derrière lui deux fils, Audouin et Geoffroi.